# Leichtathletik-Weltmeisterschaften 2013/Teilnehmer (Lettland)
| Gelbes Symbol für Goldmedaillen mit stilisierten Olympischen Ringen | Graues Symbol für Silbermedaillen mit stilisierten Olympischen Ringen | Braundes Symbol für Bronzemedaillen mit stilisierten Olympischen Ringen |
| ------------------------------------------------------------------- | --------------------------------------------------------------------- | ----------------------------------------------------------------------- |
| —                                                                   | —                                                                     | —                                                                       |

Der Leichtathletik-Verband Lettlands stellte vier Teilnehmer und sechs Teilnehmerinnen bei den Leichtathletik-Weltmeisterschaften 2013 in der russischen Hauptstadt Moskau.

## Ergebnisse

### Männer

#### Laufdisziplinen
| Athlet           | Disziplin   | Vorlauf | Vorlauf | Halbfinale | Halbfinale | Finale    | Finale |
| Athlet           | Disziplin   | Zeit    | Platz   | Zeit       | Platz      | Zeit      | Platz  |
| ---------------- | ----------- | ------- | ------- | ---------- | ---------- | --------- | ------ |
| Arnis Rumbenieks | 20 km Gehen |         |         |            |            | 1:29:13 h | 42     |

#### Sprung/Wurf
| Athlet             | Disziplin      | Qualifikation | Qualifikation | Finale             | Finale             |
| Athlet             | Disziplin      | Weite/Höhe    | Platz         | Weite/Höhe         | Platz              |
| ------------------ | -------------- | ------------- | ------------- | ------------------ | ------------------ |
| Mareks Ārents      | Stabhochsprung | 5,25 m        | 33            | nicht qualifiziert | nicht qualifiziert |
| Igors Sokolovs     | Hammerwurf     | 72,78 m       | 19            | nicht qualifiziert | nicht qualifiziert |
| Vadims Vasiļevskis | Speerwurf      | 79,68 m       | 15            | nicht qualifiziert | nicht qualifiziert |

### Frauen

#### Laufdisziplinen
| Athletin       | Disziplin   | Vorlauf | Vorlauf | Halbfinale | Halbfinale | Finale       | Finale |
| Athletin       | Disziplin   | Zeit    | Platz   | Zeit       | Platz      | Zeit         | Platz  |
| -------------- | ----------- | ------- | ------- | ---------- | ---------- | ------------ | ------ |
| Anita Kažemāka | 20 km Gehen |         |         |            |            | 1:32:30 h SB | 23     |
| Agnese Pastare | 20 km Gehen |         |         |            |            | 1:34:37 h SB | 42     |

#### Sprung/Wurf
| Athletin         | Disziplin  | Qualifikation | Qualifikation | Finale             | Finale             |
| Athletin         | Disziplin  | Weite         | Platz         | Weite              | Platz              |
| ---------------- | ---------- | ------------- | ------------- | ------------------ | ------------------ |
| Lauma Grīva      | Weitsprung | 6,50 m        | 16            | nicht qualifiziert | nicht qualifiziert |
| Līna Mūze        | Speerwurf  | 60,29 m       | 14            | nicht qualifiziert | nicht qualifiziert |
| Madara Palameika | Speerwurf  | 53,70 m       | 27            | nicht qualifiziert | nicht qualifiziert |

#### Siebenkampf
| Athletin        | Disziplin | 100 m Hürden | Hochsprung | Kugelstoßen | 200 m   | Weitsprung | Speerwurf  | 800 m       | Punkte | Platz |
| --------------- | --------- | ------------ | ---------- | ----------- | ------- | ---------- | ---------- | ----------- | ------ | ----- |
| Laura Ikauniece | Ergebnis  | 13,89 s      | 1,80 m SB  | 12,36 m     | 24,73 s | 5,96 m     | 50,75 m SB | 2:16,05 min | 6159   | 11    |
| Laura Ikauniece | Punkte    | 994          | 978        | 685         | 912     | 837        | 875        | 878         | 6159   | 11    |